# 小卡林金桥
小卡林金桥（Мало-Калинкин мост）是俄罗斯圣彼得堡的一座桥梁，跨格里博耶多夫运河，由工程师鲍里索夫建于1783年，与运河的花岗岩堤坝同时修建。
该桥已列为联邦保护文物。

## 历史
小卡林金桥得名于原本位于此处的卡林金纳村。
该桥的设计与格里博耶多夫运河下游的皮卡洛夫桥等桥梁类似，都是三跨木桥。1908年，铺设有轨电车轨道时，用金属支撑梁被代替原来的木梁，但保留桥梁的外观，桥面则从10.3米拓宽到16.22米。

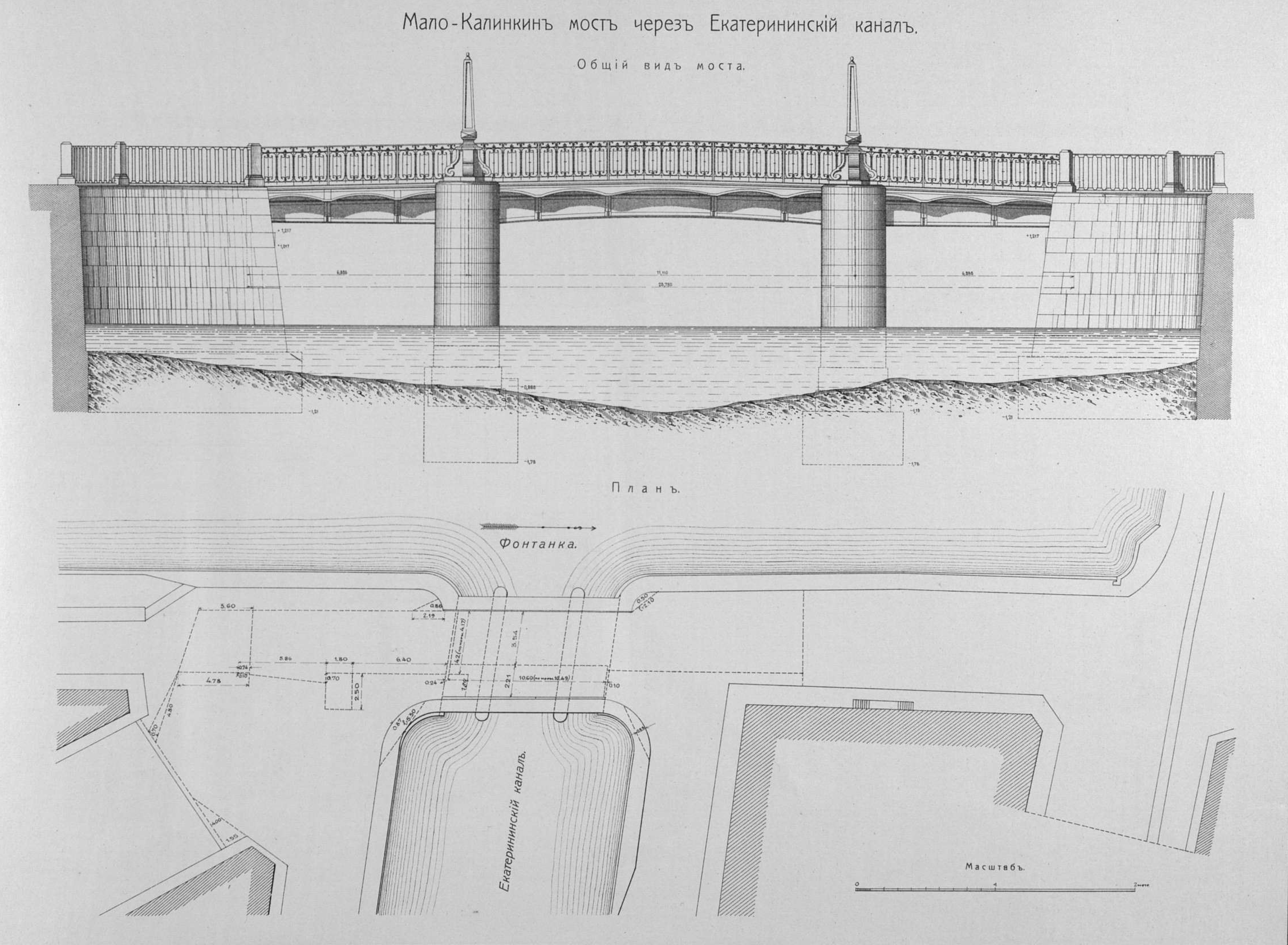
1907— 1908年重建图纸
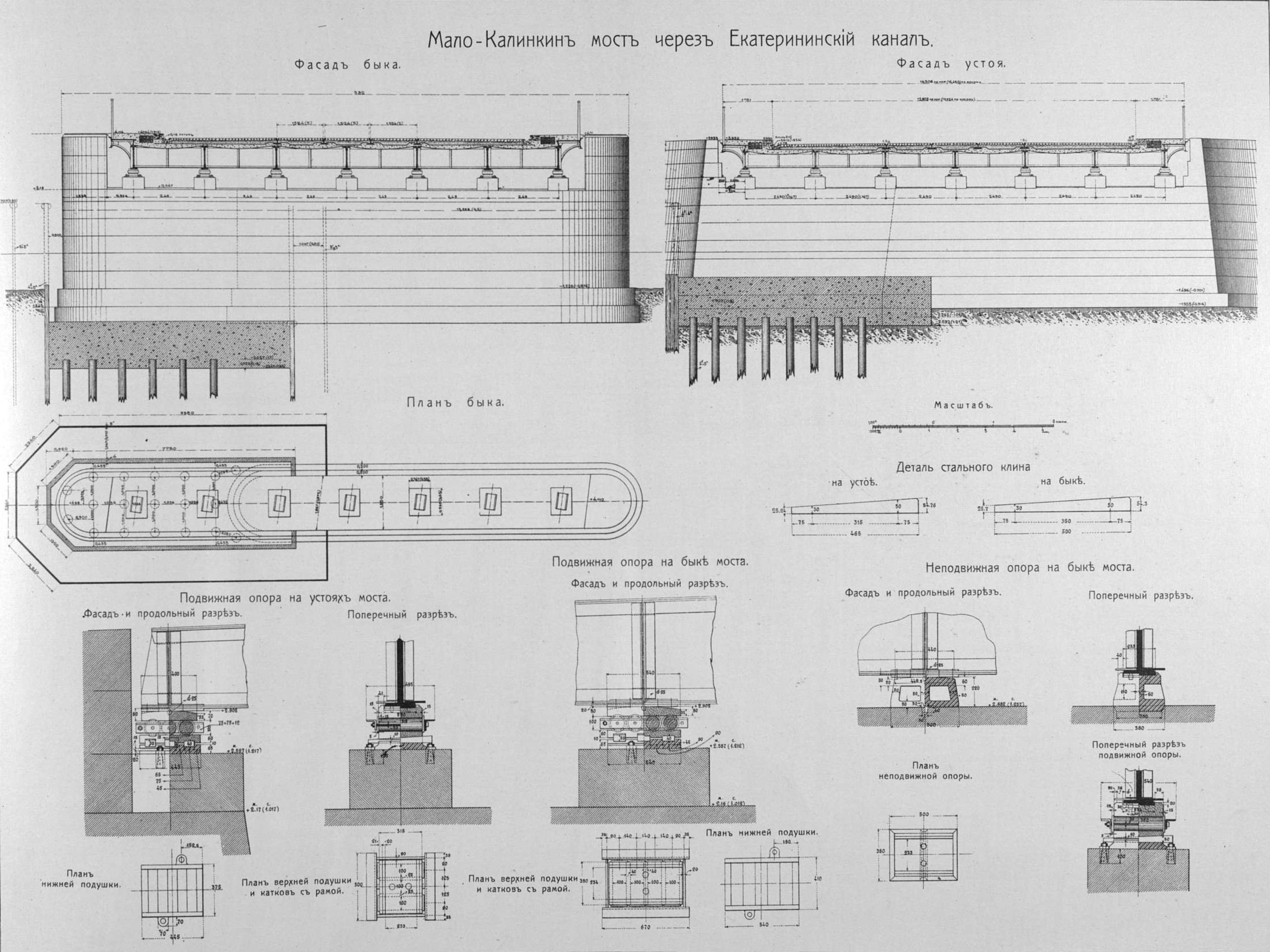
1907— 1908年重建图纸
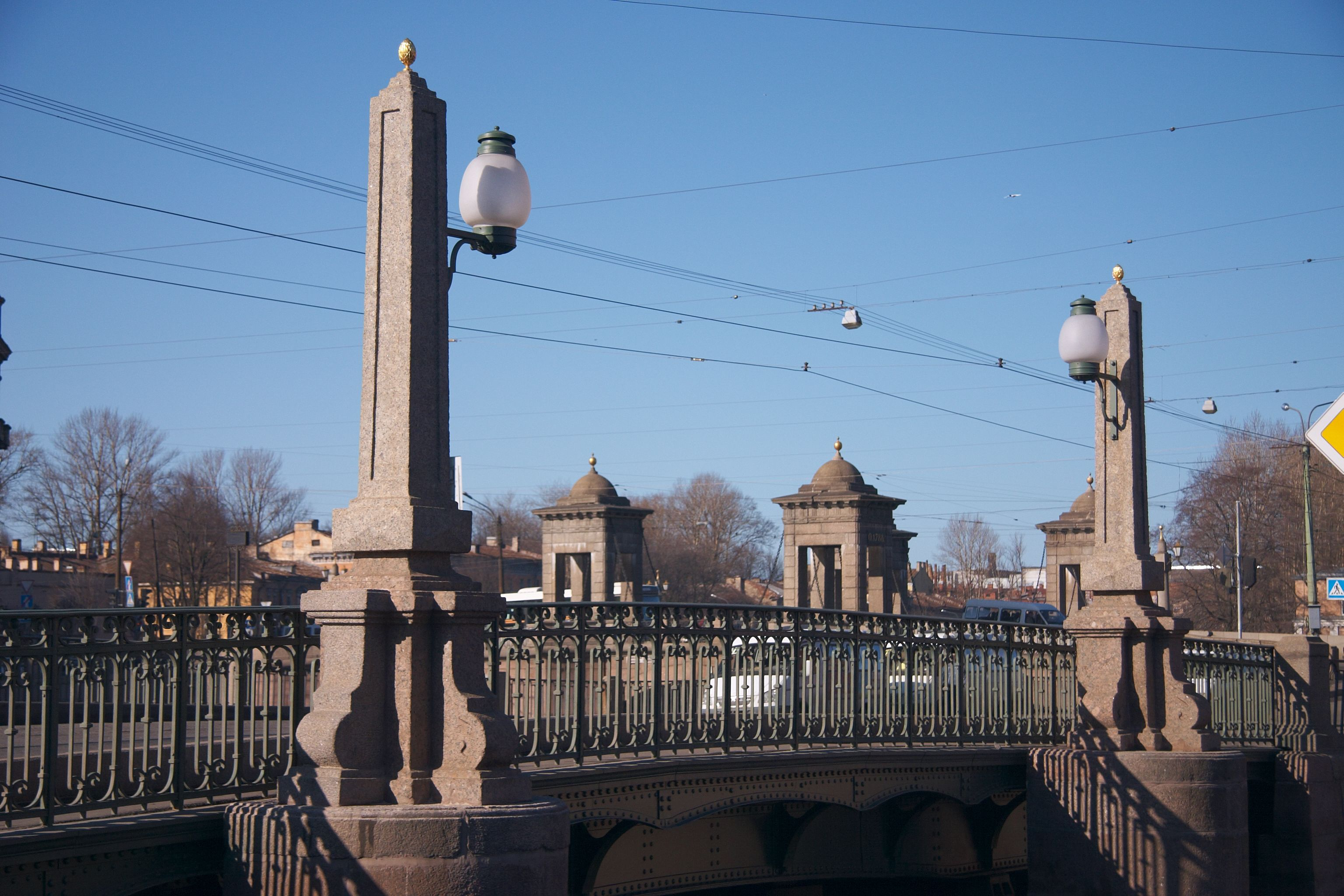
现状

## 文学
尼古拉·瓦西里耶维奇·果戈里的短篇小说《外套》中提到了这座桥。主人公小公务员阿卡基·阿卡基维奇在外套被盗后死去，死后的幽灵在小卡林金桥一带出没，扒去人们身上的各种外套。